# Smitsveen (Dwingelderveld)

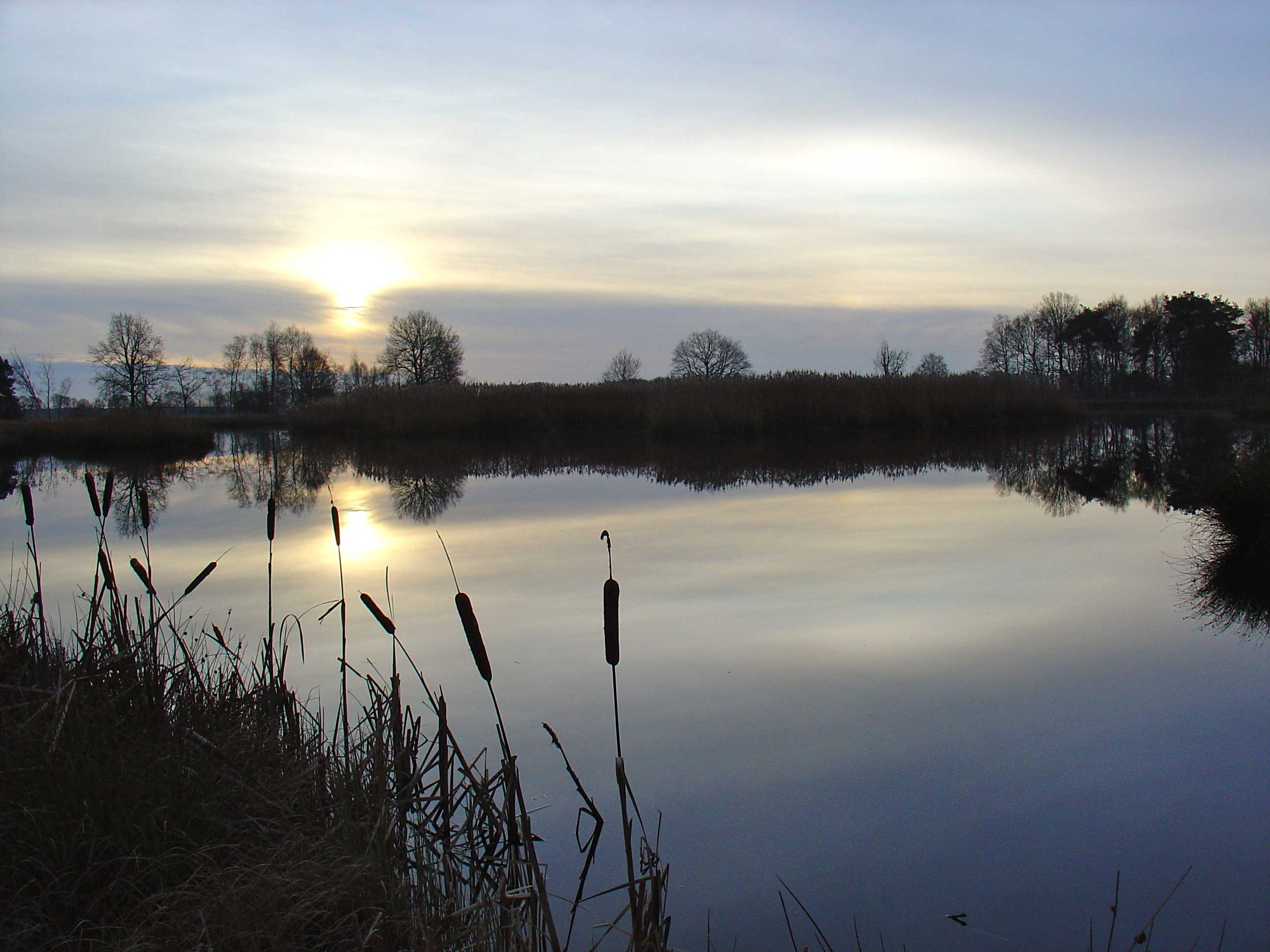
Het Smitsveen in het Dwingelderveld

Het Smitsveen is een pingoruïne, een vennetje, in het Nederlandse Nationaal Park Dwingelderveld.

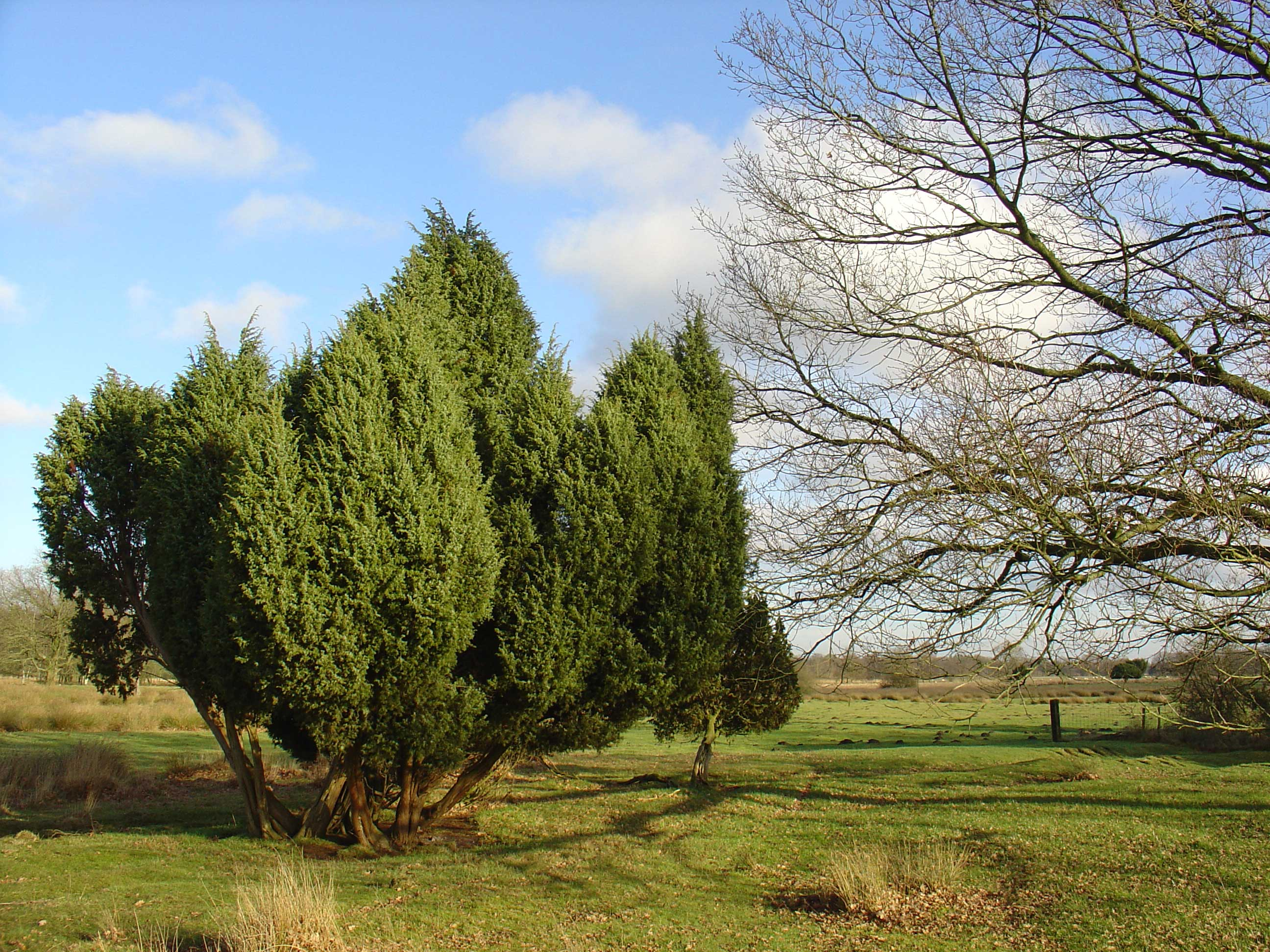
Jeneverbessen bij het Smitsveen

Het Smitsveen heeft zijn naam waarschijnlijk te danken aan de eigenaar of vervener van het gebied. Het ven is een overblijfsel uit de ijstijd, toen het gesmolten ijs een kratervormig meertje achterliet. In de omgeving van het veen zijn sporen van bewoning aangetroffen uit het midden steentijd. Waarschijnlijk groeide er ook al in de late steentijd heide op deze plaats. In de omgeving liggen enkele grafheuvels uit de midden bronstijd.
In de omgeving van het Smitsveen wordt de vegetatie gekenmerkt door jeneverbesstruwelen.